# Scheiden-Doppelzahnmoos

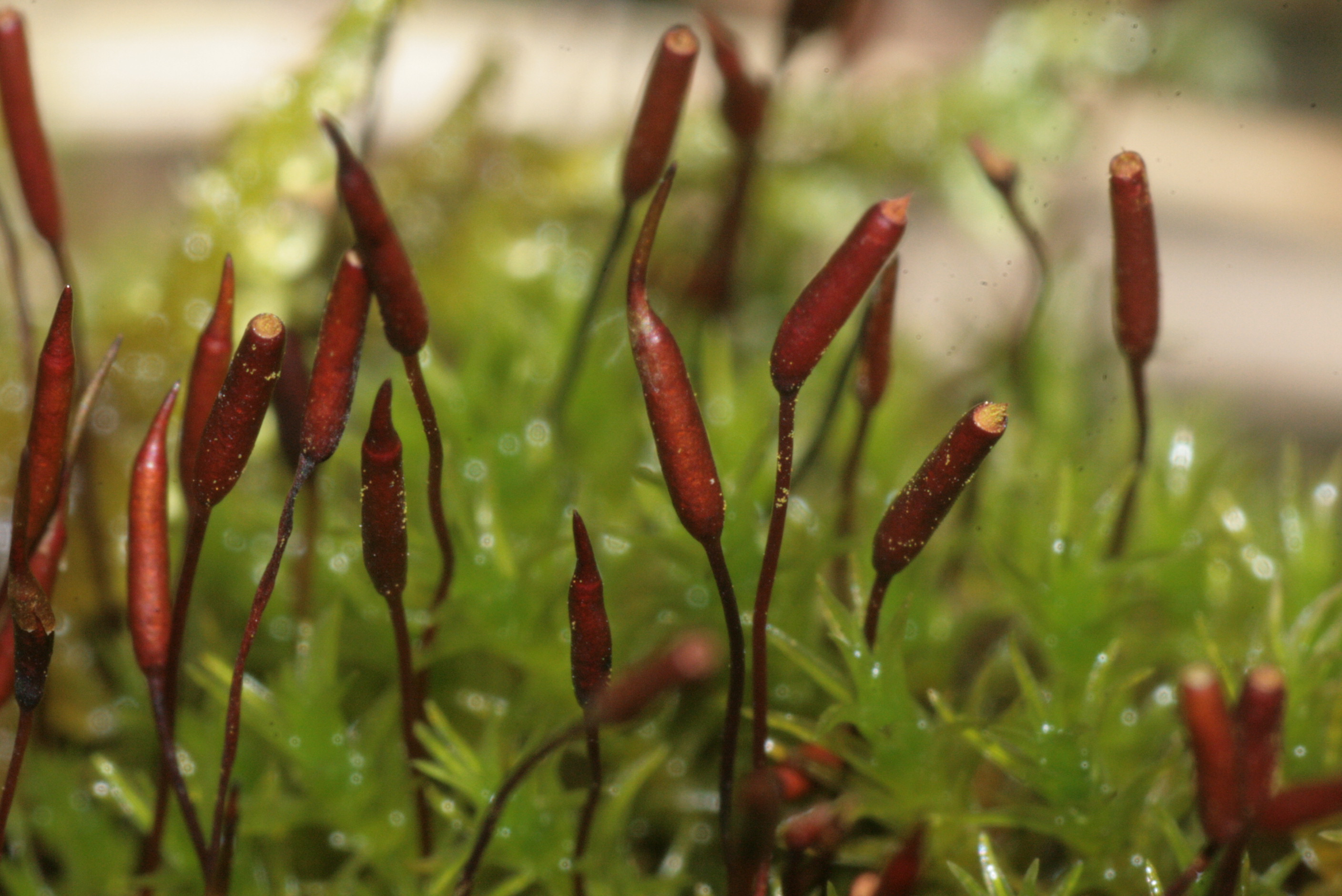
Sporenkapseln

Das Scheiden-Doppelzahnmoos (Didymodon spadiceus) ist eine Laubmoos-Art aus der Familie Pottiaceae. Je nach Autor heißt es auch Barbula spadicea (Mitt.) Braithw.

## Merkmale
Das Scheiden-Doppelzahnmoos wächst in lockeren, dunkelgrünen bis schmutziggrünen oder bräunlichgrünen Rasen. Die bis 7 Zentimeter hohen Stämmchen sind wenig verzweigt. Die Blätter sind lanzettlich und lang zugespitzt, im feuchten Zustand aufrecht abstehend bis waagrecht abstehend, im trockenen Zustand locker anliegend und gewunden. Die Blattränder sind in der unteren Blatthälfte zurückgebogenen. Die Blattrippe reicht bis in die Blattspitze und hat auf ihrer Oberseite schmale, verlängerte Zellen. Die Laminazellen sind im oberen Blattteil meist rundlich quadratisch, auch dreieckig oder oval, papillös und etwa 7 bis 12 µm groß, an der Blattbasis sind sie rechteckig und durchsichtig.
Die Sporophyten haben eine rote, 1 bis 1,5 Zentimeter hohe Seta und eine aufrechte, zylindrische Kapsel mit lang geschnäbeltem Deckel und kurzen, mehr oder weniger aufrechten Peristomzähnen. Die Sporen sind grünlich, gekörnelt und 10 bis 16 µm groß. Die Pflanzen sind diözisch.

## Standorte und Vorkommen
Das Moos wächst auf schattigen bis halbschattigen, feuchten bis nassen kalkhaltigen Felsen, Steinen oder Sandstein, hauptsächlich an Bächen und Flüssen, aber auch in Waldschluchten und felsigen Steilhängen.
Vorkommen gibt es außer in Europa noch in Teilen Asiens und Nordamerika. In Mitteleuropa ist es weit verbreitet und kommt hier vor allem in den Mittelgebirgen und den Alpen vor.